# Grande Prêmio da Finlândia de Motovelocidade
O Grande Prêmio da Finlândia de MotoGP é um evento motociclístico que fez parte do mundial de MotoGP entre 1962 e 1982.

## Vencedores do Grande Prêmio da Finlândia
| Ano  | Pista   | 50 cc                | 50 cc      | 125 cc             | 125 cc     | 250 cc           | 250 cc          | 350 cc            | 350 cc          | 500 cc            | 500 cc     |
| Ano  | Pista   | Piloto               | Fabricante | Piloto             | Fabricante | Piloto           | Fabricante      | Piloto            | Fabricante      | Piloto            | Fabricante |
| ---- | ------- | -------------------- | ---------- | ------------------ | ---------- | ---------------- | --------------- | ----------------- | --------------- | ----------------- | ---------- |
| 1982 | Imatra  |                      |            | Iván Palazzese     | MBA        | Christian Sarron | Yamaha          | Anton Mang        | Kawasaki        |                   |            |
| 1981 | Imatra  |                      |            | Ángel Nieto        | Minarelli  | Anton Mang       | Kawasaki        |                   |                 | Marco Lucchinelli | Suzuki     |
| 1980 | Imatra  |                      |            | Ángel Nieto        | Minarelli  | Kork Ballington  | Kawasaki        |                   |                 | Wil Hartog        | Suzuki     |
| 1979 | Imatra  |                      |            | Ricardo Tormo      | Bultaco    | Kork Ballington  | Kawasaki        | Gregg Hansford    | Kawasaki        | Boet van Dulmen   | Suzuki     |
| 1978 | Imatra  |                      |            | Ángel Nieto        | Minarelli  | Kork Ballington  | Kawasaki        | Kork Ballington   | Kawasaki        | Wil Hartog        | Suzuki     |
| 1977 | Imatra  |                      |            | Pier Paolo Bianchi | Morbidelli | Walter Villa     | Harley Davidson | Takazumi Katayama | Kawasaki        | Johnny Cecotto    | Yamaha     |
| 1976 | Imatra  | Julien van Zeebroeck | Kreidler   | Pier Paolo Bianchi | Morbidelli | Walter Villa     | Harley Davidson | Walter Villa      | Harley Davidson | Pat Hennen        | Suzuki     |
| 1975 | Imatra  | Ángel Nieto          | Kreidler   |                    |            | Michel Rougerie  | Harley Davidson | Johnny Cecotto    | Yamaha          | Giacomo Agostini  | Yamaha     |
| 1974 | Imatra  | Julien van Zeebroeck | Kreidler   |                    |            | Walter Villa     | Harley Davidson | John Dodds        | Yamaha          | Phil Read         | MV Agusta  |
| 1973 | Imatra  |                      |            | Otello Buscherini  | Malanca    | Teuvo Länsivuori | Yamaha          | Giacomo Agostini  | MV Agusta       | Giacomo Agostini  | MV Agusta  |
| 1972 | Imatra  |                      |            | Kent Andersson     | Yamaha     | Jarno Saarinen   | Yamaha          | Giacomo Agostini  | MV Agusta       | Giacomo Agostini  | MV Agusta  |
| 1971 | Imatra  |                      |            | Barry Sheene       | Suzuki     | Rodney Gould     | Yamaha          | Giacomo Agostini  | MV Agusta       | Giacomo Agostini  | MV Agusta  |
| 1970 | Imatra  |                      |            | Dave Simmonds      | Kawasaki   | Rodney Gould     | Yamaha          | Giacomo Agostini  | MV Agusta       | Giacomo Agostini  | MV Agusta  |
| 1969 | Imatra  |                      |            | Dave Simmonds      | Kawasaki   | Kent Andersson   | Yamaha          | Giacomo Agostini  | MV Agusta       | Giacomo Agostini  | MV Agusta  |
| 1968 | Imatra  |                      |            | Phil Read          | Yamaha     | Phil Read        | Yamaha          |                   |                 | Giacomo Agostini  | MV Agusta  |
| 1967 | Imatra  |                      |            | Stuart Graham      | Suzuki     | Mike Hailwood    | Honda           |                   |                 | Giacomo Agostini  | MV Agusta  |
| 1966 | Imatra  |                      |            | Phil Read          | Yamaha     | Mike Hailwood    | Honda           | Giacomo Agostini  | MV Agusta       | Giacomo Agostini  | MV Agusta  |
| 1965 | Imatra  |                      |            | Hugh Anderson      | Suzuki     | Mike Duff        | Yamaha          | Giacomo Agostini  | MV Agusta       | Giacomo Agostini  | MV Agusta  |
| 1964 | Imatra  | Hugh Anderson        | Suzuki     | Luigi Taveri       | Honda      |                  |                 | Jim Redman        | Honda           | Jack Ahearn       | Norton     |
| 1963 | Tampere | Hans Georg Anscheidt | Kreidler   | Hugh Anderson      | Suzuki     |                  |                 | Mike Hailwood     | MV Agusta       | Mike Hailwood     | MV Agusta  |
| 1962 | Tampere | Luigi Taveri         | Honda      |                    |            |                  |                 | Tommy Robb        | Honda           | Alan Shepherd     | Matchless  |